# Црква Светог Прокопија у Прокупљу
Црква Светог Прокопија се налази у данашњем Прокупљу, граду названом по њеном храмовном свецу, Светом Прокопију. Она представља, после Петрове цркве, најстарију сачувану цркву на тлу данашње Србије. Сматра се да је подигнута крајем 9. или почетком 10. века, у доба Самуиловог царства, као тробродна базилика. Пред крај 14. века, у њој су смештене мошти светог Прокопија, коме је црква, од тада, посвећена. Током наредних векова, она је обнављана, дограђивана и дорађивана, услед чега је изгубила своју првобитну основу и данас је петобродна базилика.Крајем 19. века у цркву је донесен и део моштију светог Георгија, који се и даље чува у Цркви Светог Прокопија заједно са моштима светог Прокопија. Током 2008. године, у порти цркве су откривени остаци античких терми, које су биле део римског града Хамеума, који се налазио на месту данашњег Прокупља.
Црква Светог Прокопија је 1983. године проглашена спомеником културе од великог значаја и данас се налази под заштитом Републике Србије.

## Положај цркве
Црква Светог Прокопија је подигнута при врху уског превоја званог Брана, који представља једини копнени прилаз брду Хисар и утврђењу на њему. Назив Брана потиче од епигеније реке Топлице, која се, од превоја, окреће за 180° и тече „уназад“ да би обишла брдо Хисар са три стране, након чега наставља свој пут ка истоку и Јужној Морави. Сама црква је, својом западном страном, приљубљена уз гребен који се пење ка врху Хисара.

## Прошлост цркве
Сматра се да је Црква Светог Прокопија, подигнута у доба Самуиловог царства, крајем 9. или почетком 10. века. У црквеним аналима је 934. година узета као година подизања цркве. Од тада црква је више пута рушена и обнављана.
У самој порти цркве су 2008. године откривени остаци римских терми, а свега неколико десетина метара поред ње, испод тзв. Латинске цркве, пронађени су остаци храма посвећеног Херкулу из I или 2. века и базилике из V или 6. века, због чега није искључена могућност да је и црква светог Прокопија подигнута на месту старије грађевине. Сама црква је имала три брода и нартекс, а слична је била другим црквама из тог периода, насталим око Преспе и Охрида, попут цркве свете Софије. Почетком 11. века, у њеној унутрашњости су додата два реда стубова и полустубићи, чиме је она добила изглед базилике, а њене тадашње димензије износиле су 14 x 9 m.
Услед османске најезде, у последњој трећини 14. века, у цркву су 1386. године пренете из Ниша, непосредно пре његовог пада, мошти светог Прокопија. На њеној јужној страни је дозидана гробница са три просторије, у којој су смештене мошти. Сама црква је од тада посвећена светом великомученику Прокопију, а већ 1395. године, кнегиња Милица у једној повељи сам град назива градом светог Прокопија и та година се данас налази на његовом грбу.
Црква је тешко оштећена 1690. године, током аустријско-османског рата, а обновљена је 1734. године зајмом узетим од Турака а за који су гарантовали виђенији сељаци из читаве Топлице.
Сматра се да најстарији сачувани слој живописа, потиче из средине 18. века и налази се на своду средњег брода првобитне цркве. Грађевина је страдала у I српском устанку, због чега је обновљена средином 19. века. Тада јој је дограђена крстионица, на западном крају и још једна просторија, уз северни брод првобитне цркве, а Коста Накица из Велеса је 1847. године урадио иконостас. Фреска младог ратника (данас светог Прокопија) изнад улаза у цркву, потиче из 1861. године.
Последњу обнову, црква је доживела 1906. године. Том приликом, скинуте су камене плоче са њеног крова и њима је поплочано двориште око цркве. Поред тога, крстионица на њеном западном крају је адаптирана у кулу звонару.

## Црква Светог Прокопија данас
Црква је данас, услед многобројних обнова, петобродна грађевина са три апсиде на источној страни, димензија 18.5 x 16 метара. Њен средишњи чине олтарски део, наос са централним бродом висине 6,3 метра и нартекс, док се у бочним деловима налазе туторско одељење (на северу) односно скривница и гробница светог Прокопија (на југу).
У цркви се данас чувају и делови моштију светог Ђорђа, који је, као и Прокопије, био римски војник под царем Диоклецијаном (284—305). У њој се налазе иконе из XVII (Богородица са Христом), XVIII и 19. века, међу којима се налазе престоне иконе Николе Апостоловића, са почетка 19. века.